# Dythemis
Genre
Dythemis est un genre néotropical d'insectes de la famille des Libellulidae appartenant au sous-ordre des anisoptères dans l'ordre des odonates. Il comprend sept espèces.

## Espèces du genre Dythemis[2]
- Dythemis fugax Hagen, 1861
- Dythemis maya Calvert, 1906
- Dythemis nigra Martin, 1897
- Dythemis nigrescens Calvert, 1899
- Dythemis rufinervis (Burmeister, 1839)
- Dythemis sterilis Hagen, 1861
- Dythemis velox Hagen, 1861

## Galerie

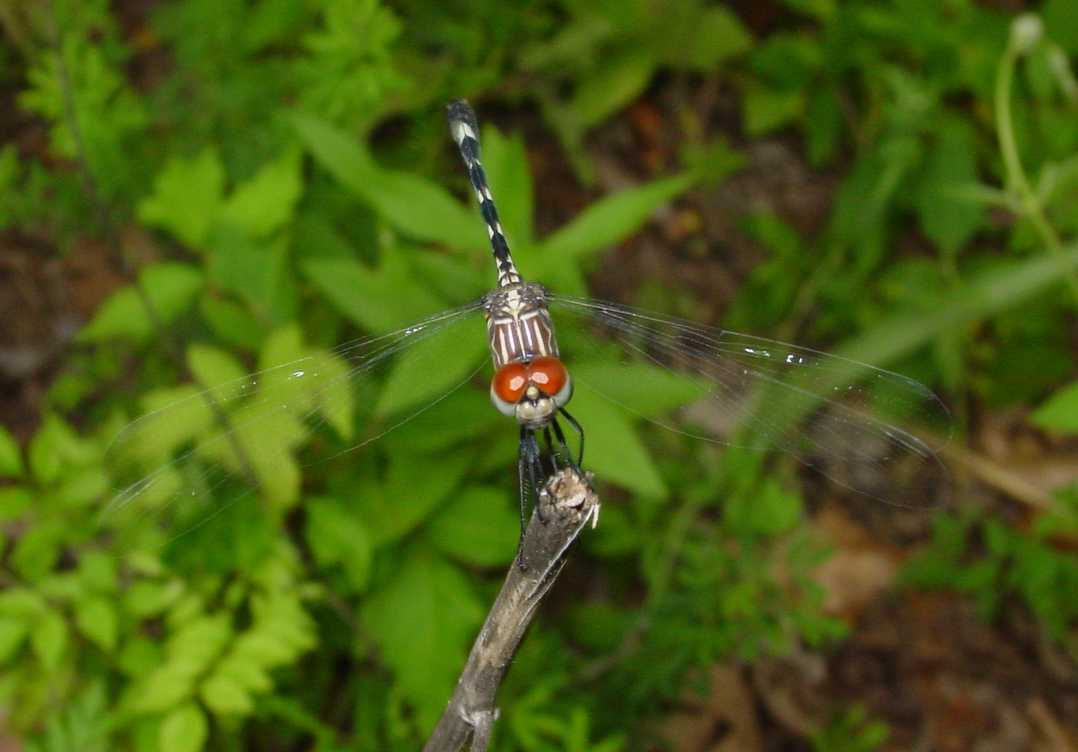
Dythemis velox - mâle
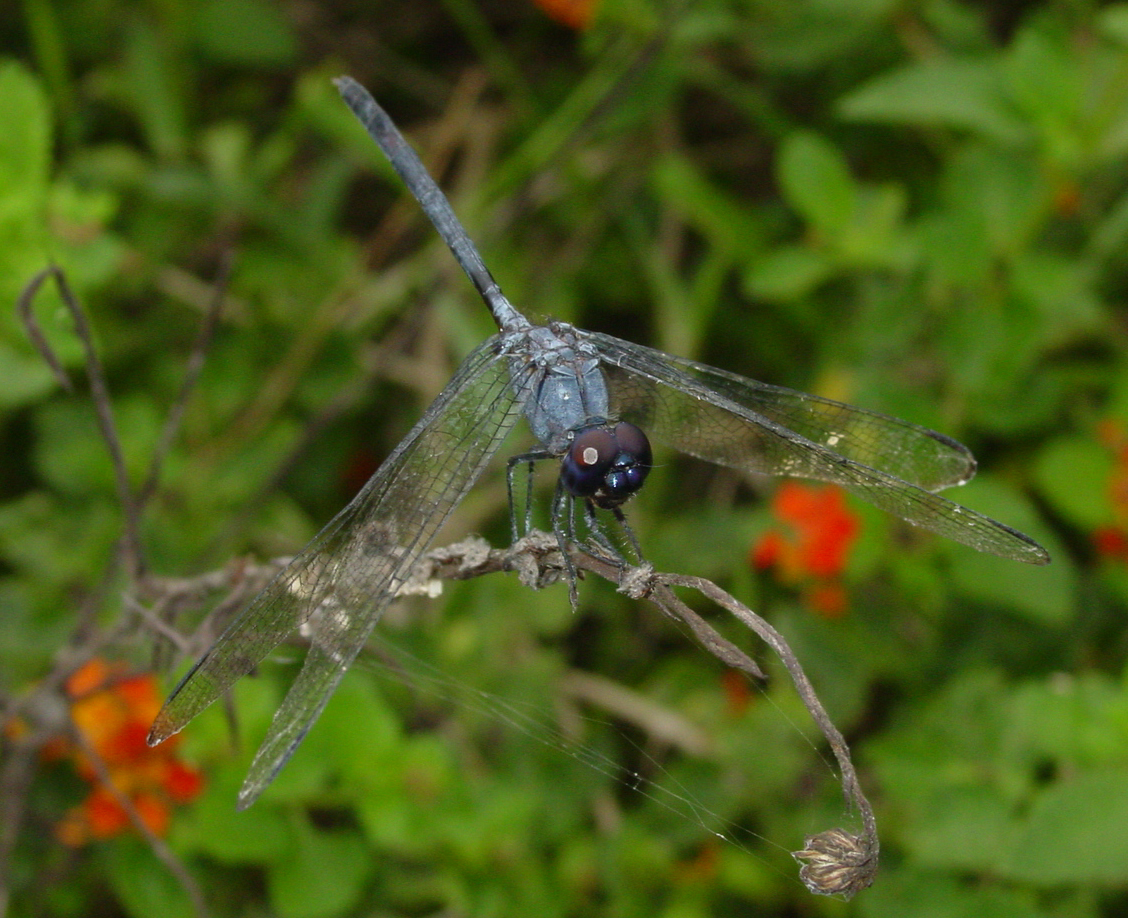
Dythemis nigrescens - mâle